# University of Mumbai

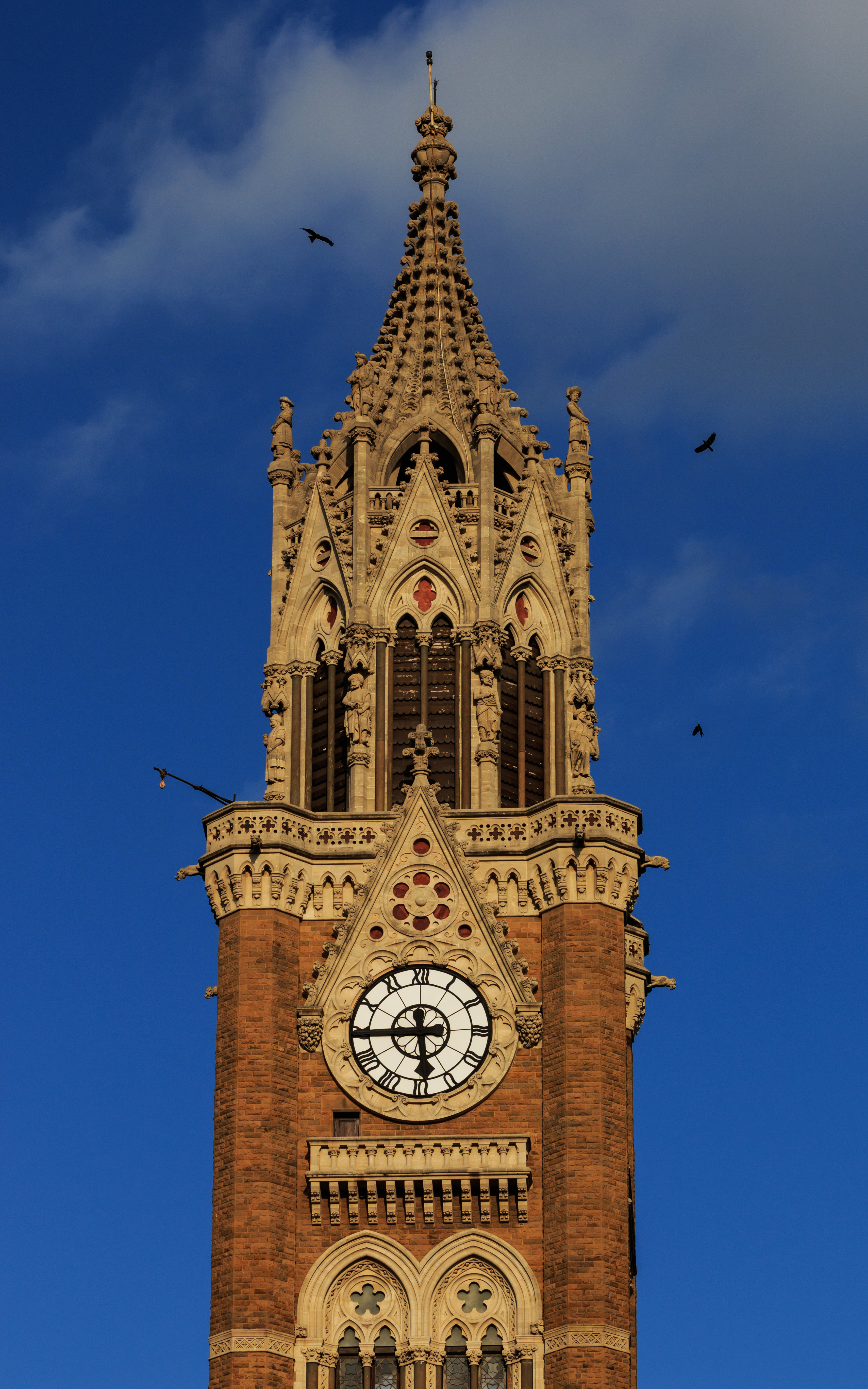
Der Rajabai Tower auf dem Hauptcampus der Universität Mumbai (im viktorianischen Architektur-Stil mit indischen Elementen)

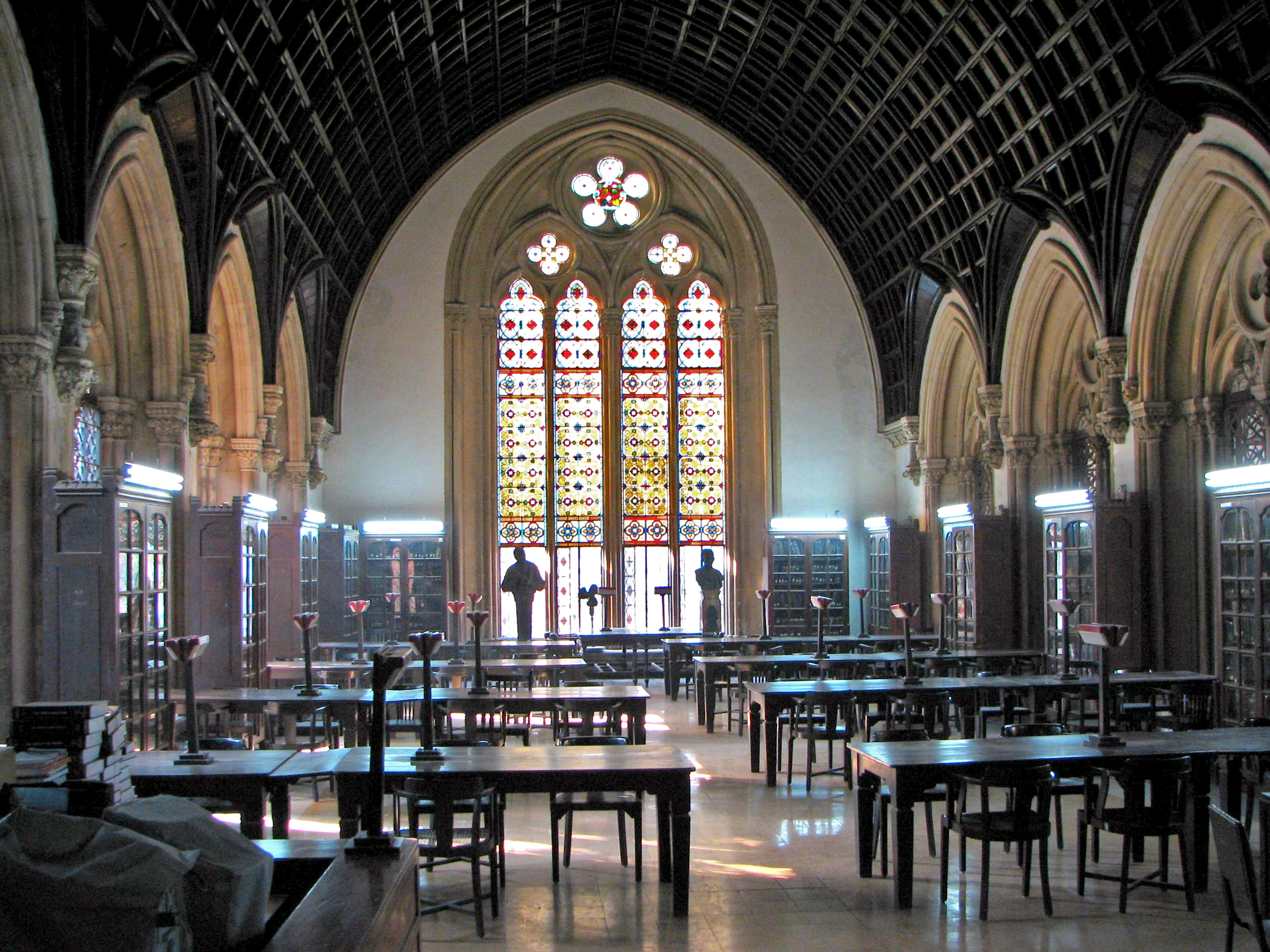
Im Inneren der Universitätsbibliothek

Die University of Mumbai (abgekürzt UoM oder MU; Marathi: मुंबई विद्यापीठ, Hindi: मुंबई विश्वविद्यालय) ist eine staatliche Universität mit Sitz in Mumbai. Die Hochschule ist auf verschiedene Standorte in Mumbai, Thane, Raigad, Ratnagiri und Sindhudurg verteilt. Jährlich werden an ca. 1.100 Studenten akademische Grade verliehen. Zu der Universität gehören außerdem weltbekannte Forschungsinstitute wie das Mumbai Institute of Chemical Technology, das Tata Institute of Fundamental Research oder das Tata Memorial Hospital. 
Die Universität gehört zu den ältesten in Indien. Über ihre angeschlossenen Colleges hat die Universität über 500.000 Studierende. Der Gouverneur des Staates Maharashtra ist formell der Präsident der Universität (Chancellor). Die Leitung der Universität obliegt dem Vize-Kanzler, Rajan M. Welukar. An der Universität wurde der Aakash entwickelt.

## Geschichte
Die Universität wurde 1857 als University of Bombay im damaligen Britisch-Indien nach dem Modell britischer Universitäten gegründet. Sie ist eine der drei ältesten Universitäten Indiens. 1858 wurde das Jesuitenkolleg St. Xavier’s College der Universität angegliedert. Ihren heutigen Namen erhielt sie nach einem Regierungsbeschluss vom 4. September 1996.

## Standorte
Die Universität ist auf viele Standorte verteilt. Die zwei wichtigsten sind:
- Fort Campus (der Gründungsstandort in Mumbai)
- Kalina Campus (in Mumbai): hier werden vor allem Sozialwissenschaften sowie Geisteswissenschaften, Mathematik und Biotechnologie gelehrt. Die Jawaharlal Nehru Library, die größte Bibliothek in Mumbai, befindet sich auf diesem Campus.

## Berühmte Absolventen
- Lal Krishna Advani (* 1927), Politiker
- Shabana Azmi (* 1950), Schauspielerin
- Jagdish Bhagwati (* 1934), Professor für Volkswirtschaft an der Columbia University
- Lara Dutta (* 1978), Miss Universe im Jahr 2000
- Mahatma Gandhi (1869–1948), Geistiger Führer der indischen Unabhängigkeitsbewegung
- Brij Narayan (* 1952), klassischer Musiker
- Smita Patil (1955–1986), Schauspielerin
- Aishwarya Rai (* 1973), Miss World im Jahr 1994 und Schauspielerin
- P. V. Narasimha Rao (1921–2004), ehemaliger indischer Premierminister
- Manil Suri (* 1959), Mathematiker und Physiker
- Rafiq Zakaria (1920–2005), Politiker und islamischer Gelehrter
- Syed Sharifuddin Pirzada (1923–2017), pakistanischer Politiker